# Vanyola
Vanyola là một thị trấn thuộc hạt Veszprém, Hungary. Thị trấn này có diện tích 19,51 km², dân số năm 2010 là 563 người, mật độ 29 người/km².